# Laboulbenia gyrinidarum
Laboulbenia gyrinidarum är en svampart som beskrevs av Thaxt. 1892. Laboulbenia gyrinidarum ingår i släktet Laboulbenia och familjen Laboulbeniaceae.   Inga underarter finns listade i Catalogue of Life.